# Pallottolino e la servetta
Pallottolino e la servetta (Bout-de-Zan et la Gamine) è un cortometraggio muto del 1916 diretto da Louis Feuillade.

## Produzione
Il film fu prodotto dalla Société des Etablissements L. Gaumont.

## Distribuzione
Distribuito dalla Société des Etablissements L. Gaumont, uscì nelle sale cinematografiche francesi nel luglio 1916.